# Inna Trazhukova
Inna Viacheslávovna Trazhukova –en ruso, Инна Вячеславовна Тражукова– (Tsilna, 11 de septiembre de 1990) es una deportista rusa que compite en lucha libre.
Ganó una medalla de oro en el Campeonato Mundial de Lucha de 2019 y cuatro medallas en el Campeonato Europeo de Lucha entre los años 2011 y 2020.
Participó en los Juegos Olímpicos de Río de Janeiro 2016, ocupando el quinto lugar en la categoría de 63 kg.

## Palmarés internacional
| Campeonato Mundial | Campeonato Mundial     | Campeonato Mundial | Campeonato Mundial |
| Año                | Lugar                  | Medalla            | Categoría          |
| ------------------ | ---------------------- | ------------------ | ------------------ |
| 2019               | Nursultán (Kazajistán) | Medalla de oro     | 65 kg              |
| Campeonato Europeo |                        |                    |                    |
| Año                | Lugar                  | Medalla            | Categoría          |
| 2011               | Dortmund (Alemania)    | Medalla de bronce  | 63 kg              |
| 2016               | Riga (Letonia)         | Medalla de bronce  | 63 kg              |
| 2018               | Kaspisk (Rusia)        | Medalla de plata   | 62 kg              |
| 2020               | Roma (Italia)          | Medalla de plata   | 62 kg              |